# Structure pyramidale des ligues de football en Grèce
 (février 2025).
La structure pyramidale des ligues de football en Grèce est le système de classement officiel des ligues et divisions du football grec.

## Généralités
Le plus haut niveau professionnel est la Superleague Elláda, le deuxième niveau est appelé Superleague 2.
À partir du troisième niveau il y a le championnat amateur ou semi-professionnel nommé Football League.

## Structure
| Niveau    | Niveau    | Divisions                         | Divisions                         | Divisions                         | Divisions                         |
| --------- | --------- | --------------------------------- | --------------------------------- | --------------------------------- | --------------------------------- |
| Pro-1     | Pro-1     | Super League Ellada 14 équipes    | Super League Ellada 14 équipes    | Super League Ellada 14 équipes    | Super League Ellada 14 équipes    |
| Pro-2     | Pro-2     | Superleague 2 groupe A 10 équipes | Superleague 2 groupe A 10 équipes | Superleague 2 groupe B 10 équipes | Superleague 2 groupe B 10 équipes |
| Amateur-1 | Amateur-1 | Gamma Ethniki groupe A 18 équipes | Gamma Ethniki groupe B 18 équipes | Gamma Ethniki groupe C 16 équipes | Gamma Ethniki groupe D 17 équipes |
| Amateur-2 | Amateur-2 | Championnats locaux               | Championnats locaux               | Championnats locaux               | Championnats locaux               |